# XII Concílio de Toledo
Concílio de bispos do reino Visigodo celebrado em Toledo. Celebrou-se na igreja dos Santos Apóstolos entre 9 e 25 de janeiro do ano 681.
Assistiram trinta e oito bispos, quatro abades e quinze servidores públicos palatinos.
O concilio libertou a população do juramento a Wamba e reconheceu Ervigio como Rei dos Visigodos, declarando o anátema para todo o que se lhe opusesse.
Reconheceu-se ao bispo metropolitano de Toledo o direito a consagrar aqueles bispos que fossem designados pelo rei, ainda que pertencessem a qualquer outra província, o que deu origem à primazia da sede toledana dentro da Igreja hispânica.
O concilio tratou a penitência a que se submetiam autoridades e que, mais tarde, negavam tomar os hábitos. Em realidade, tinha-se utilizado este recurso para a deposição de Wamba quando estava inconsciente.
O concilio tomou diversas medidas, a solicitação do rei sem oposição dos bispos (que as confirmaram), contra os judeus, decretando-se contra eles um total de vinte e oito leis. Ordenou-se que em todas as igrejas se lessem as disposições e se conservassem as actas de abjuração dos judeus e sua incorporação ao catolicismo. Em Toledo procedeu-se à leitura pública das leis na Igreja de Santa María em 27 de janeiro de 681. A perseguição limitou-se, salvo casos isolados, ao confisco de bens.
No concilio o rei solicitou também que se revisse o Código de Recesvinto, que continha contradições e leis contrárias à justiça. A revisão fez-se e entrou em vigor o 21 de outubro de 681. Do Código suprimiram-se as leis que castigavam a quem causavam graves danos aos escravos. Incluíram-se algumas leis novas, e muitas outras foram modificadas. Em general diminuiu notavelmente os castigos aos que estavam submetidos os nobres e assegurou suas mordomias.
O concilio tratou de diversos temas religiosos, entre eles, além da penitência já citada, a morte, as excomunhões, o número de bispados, a eleição dos Bispos (se reconhecendo de facto que muitos deles eram nomeados pelo rei, ainda que legalmente não lhe correspondia tal nomeação), o sacrifício da missa e alguns pontos disciplinares. Também se suprimiram os bispados criados por Wamba. Fixou-se a data dos sínodos provinciais anuais para o 1 de novembro da cada ano, tal como vinha se fazendo, apesar de que a norma vigente desde o IV Concilio fixava sua celebração em maio, e se reafirmou que devia se celebrar ao menos um ao ano em cada província. Sancionou-se alguns sacerdotes de Galiza pelo trato aos escravos e condenaram-se as práticas pagãs.